# L'Appât (1995)
L'Appât is een Franse misdaadfilm uit 1995 onder regie van Bertrand Tavernier. Hij won met deze film de Gouden Beer op het filmfestival van Berlijn.

## Verhaal
Nathalie hangt rond in bars, waar ze op zoek gaat naar rijke zakenlieden die haar aan een baan kunnen helpen. Ze ontfutselt hun visitekaartjes, die ze verzamelt in een plakboek. Hoewel ze al veel kaartjes heeft in haar boek, heeft ze nog steeds geen leuke baan gevonden. Eric en Bruno hebben een plan om die zakenlieden te beroven.

## Rolverdeling
| Acteur             | Personage               |
| ------------------ | ----------------------- |
| Marie Gillain      | Nathalie                |
| Olivier Sitruk     | Eric                    |
| Bruno Putzulu      | Bruno                   |
| Richard Berry      | Alain                   |
| Philippe Duclos    | Antoine                 |
| Marie Ravel        | Karine                  |
| Clotilde Courau    | Patricia                |
| Jean-Louis Richard | Kroegbaas               |
| Christophe Odent   | Laurent                 |
| Jean-Paul Comart   | Michel                  |
| Philippe Héliès    | Pierre                  |
| Jacky Nercessian   | Mijnheer Tapiro         |
| Alain Sarde        | Philippe                |
| Daniel Russo       | Jean-Pierre             |
| Philippe Torreton  | Politiechef             |
| Isabelle Sadoyan   | de grootmoeder van Eric |